# Middle School (Vereinigte Staaten)

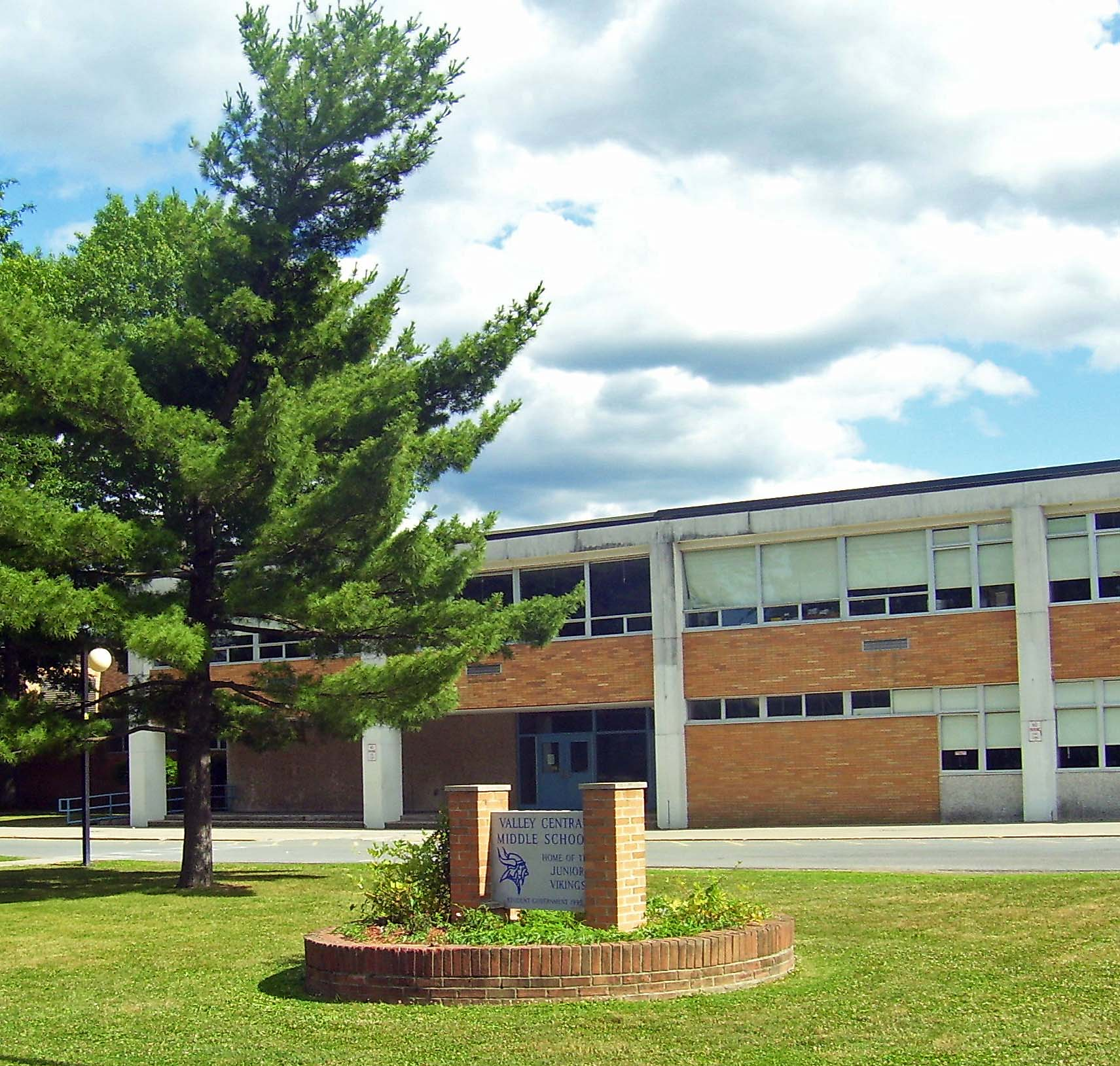
Valley Central Middle School in Montgomery, New York.

Im Schulsystem der Vereinigten Staaten ist die Middle School (engl. für „Mittelschule“) eine weiterführende Schule des sekundären Bildungsbereichs. Sie umfasst meist die Klassenstufen 6 bis 8, manchmal darüber hinaus auch die Klassenstufen 5 oder 9. Die Middle School folgt auf die Grundschule (Elementary School); ihr selbst folgt die High School. Ein gegliedertes Schulsystem – mit unterschiedlichen Schularten für begabte und weniger begabte Schüler – gibt es in den USA nicht.
Die Entscheidung, welche Schularten betrieben werden, liegt in der Hand der Schuldistrikte, wird also lokal gefällt. Daher sind Middle Schools in den Vereinigten Staaten nicht universell verbreitet. In vielen Schuldistrikten besuchen die Schüler der mittleren Klassenstufen keine Middle Schools, sondern Junior High Schools, die oft einem etwas anderen Bildungskonzept folgen. In wieder anderen gibt es für die mittleren Klassenstufen überhaupt keine spezielle Schulart, sondern die High School folgt direkt auf die erweiterte Grundschule („K-8“).

## Geschichte
Bis zum Ende des 19. Jahrhunderts deckten Grundschulen in den Vereinigten Staaten die Klassenstufen K bis 8 ab, und High Schools die Klassenstufen 9 bis 12. In Columbus (Ohio) eröffnete 1901 die erste Junior High School. Die erste Middle School entstand 1950 in Bay City (Michigan). Einige Verbreitung erlangten die Middle Schools jedoch erst in den 1960er Jahren und allgemein üblich wurden sie sogar erst in den 1970er und 1980er Jahren. Im Jahre 2000 gab es in den USA ca. 16.000 Middle Schools und ca. 2.000 Junior High Schools.

## Konzept
Die Middle School versucht den besonderen intellektuellen, sozialen, körperlichen und emotionalen Bedürfnissen der 11- bis 14-Jährigen Rechnung zu tragen und ist als Brücke zwischen Grundschule und High School konzipiert, die Merkmale von beiden Schularten vereinigt. Im Mittelpunkt des Konzepts steht das Team, in dem der einzelne Schüler lernt und seine soziale Basis findet.
Alle Schüler eines Jahrganges sind im selben Flügel des Schulgebäudes untergebracht und an einigen Schulen in Klassenverbands-ähnliche Gruppen aufgeteilt, in anderen studieren sie im Kurssystem. Hochbegabte Kinder, die an der Grundschule Enrichment erhalten haben, werden als honors students an vielen Middle Schools in ihren besonders starken Fächern in speziellen Gruppen zusammengefasst; an anderen Schulen erfolgt die Zusammensetzung der Klassen vollständig nach dem Zufallsprinzip. Der gesamte Jahrgang wird von einem Team von Lehrern betreut, die in den Basisfächern Englisch, Social Science (Gemeinschaftskunde, Geschichte), Naturwissenschaften und Mathematik spezialisiert sind und sich mit den Kollegen so eng abstimmen, dass viele Unterrichtseinheiten als interdisziplinäre Projekte durchgeführt werden können. Infolgedessen werden traditionelle Schulstunden vielfach durch eine flexiblere Zeitgestaltung ersetzt. Da behinderte Kinder in den USA integrativ beschult werden, gehört zum Team bei Bedarf auch ein Special Education Teacher.
Neben den Basisfächern wird oftmals eine erste Fremdsprache unterrichtet. Regelmäßig werden darüber hinaus Wahlfächer angeboten (Electives; z. B. Sport, Musik, Chor, Orchester, Kunst, Technik, Gesundheitslehre, Hauswirtschaft). Ein weiterer vielfach angebotener Bestandteil im Tagesablauf ist das Lernen in der Schulbibliothek. An fast allen Middle Schools werden auch Aktivitäten neben dem eigentlichen Unterricht (extracurricular activities) wie z. B. Schauspiel, Competitive Debating, Robotik, Mathematik oder Schach angeboten; diese sind in Arbeitsgemeinschaften (sog. Clubs und Teams) organisiert. Die Schüler wechseln im Verlaufe des Tages immer wieder den Unterrichtsraum (Lehrerraumsystem), haben als feste Anlaufstelle neben ihrem persönlichen Schließfach aber auch einen Homeroom, in dem sie sich z. B. am Beginn des Schultags zum Pledge of Allegiance einfinden. Der Homeroom ist gleichzeitig der Raum des persönlichen Ansprechlehrers (Homeroom Teacher, Advisor).
Wie alle amerikanischen Schulen ist auch die Middle School eine Ganztagsschule; die Schüler essen mittags in der Schulkantine (Cafeteria). Die an den Grundschulen noch übliche große Pause am Mittag (Recess) wird an der Middle School meist durch eine freie Lernzeit (Study Hall) ersetzt. Obwohl der Unterricht bis weit in den Nachmittag reicht, werden täglich auch umfangreiche Hausaufgaben erteilt.
Das Schuljahr endet in manchen Schuldistrikten mit den Final Examinations („Finals“), Prüfungen in sämtlichen Unterrichtsfächern, deren Noten mit einem bestimmten Anteil in das letzte Schulzeugnis des jeweiligen Schuljahres eingehen. In anderen Schuldistrikten dagegen sind Finals erst in der Highschool üblich.

## Unterschiede zwischen Middle School und Junior High School
Da die Schuldistrikte eigenständig entscheiden, welchem Konzept ihre Schulen folgen, sind die Bezeichnungen „Middle School“ und „Junior High School“ in der Praxis nicht immer sehr aussagekräftig; viele „Middle Schools“ und „Junior High Schools“ kombinieren Elemente der Konzepte beider Schularten. Grundsätzlich bestehen zwischen beiden Konzepten jedoch erhebliche Unterschiede. So liegt in der Junior High School ‒ dem Vorbild des College entsprechend ‒ der Schwerpunkt auf der akademischen Förderung und dem Wettbewerb der Leistung, in der Middle School dagegen auf der Kooperation und der Förderung der ganzheitlichen (intellektuellen, kreativen, sozialen, emotionalen) Entwicklung der Schüler.

## Fernsehserie
- Neds ultimativer Schulwahnsinn (Ned's Declassified School Survival Guide)
- 100 Dinge bis zur Highschool